# 夏に恋する女たち (大貫妙子の曲)
「夏に恋する女たち」（なつにこいするおんなたち）は、1983年8月5日に発売された大貫妙子の10枚目のシングル。自身最大の売上を記録した収録アルバム『SIGNIFIE』の代表曲である。
都会で生きる男女の恋模様が描かれ、坂本龍一のアレンジが印象的な楽曲である。
1983年の8月から9月まで放送されたTBS系金曜ドラマ『夏に恋する女たち』の主題歌でもあり、シングル発売日はドラマの放送開始日であった。ただし、ドラマで使用されたものとシングルバージョンとでは、歌詞とアレンジが少々異なる。

## 制作の背景
表題曲「夏に恋する女たち」は、ロマンティックな都会の夜の灯を思わせるシンセサイザーやサックスの音色など、多彩な演奏が交錯するヨーロピアン調のシティ・ポップ。作詞の際の着想として大貫は、当時銀座にある音響ハウスでレコーディングを終えた夜に、首都高速道路を走り東京タワーの横を通って帰る際の綺麗な景色が強く印象に残っており、そこから曲のイメージが湧いて書いたものだと話している。
B面曲「レシピー」も坂本龍一が編曲を担当。テクノポップ・アレンジが特徴で、アルバム『SIGNIFIE』に収録された際には、「RECIPE＜調理法＞」と表記が変わりサブタイトルが付けられた。料理を題材にしたキュートでポップな一曲に仕上がっている。

## 収録曲
両曲とも作詞・作曲: 大貫妙子 / 編曲: 坂本龍一
1. 夏に恋する女たち（4:43）
2. レシピー　RECIPE（3:30）

## 参加ミュージシャン

### 夏に恋する女たち
- Keyboards, Vibe: 坂本龍一
- Electric Guitars: 大村憲司
- Acoustic Guitar: 吉川忠英
- Drums: 林立夫
- Percussion: 浜口茂外也
- Sax: 沢村満

### レシピー
- Keyboards: 坂本龍一
- Electric Guitar: 大村憲司
- Acoustic Guitar: 吉川忠英
- Bass: 後藤次利
- Drums: 林立夫
- Background Vocals: 大貫妙子

## 収録アルバム
- 『SIGNIFIE』（1983年）
- 『カイエ』（1984年） - インストゥルメンタル・ヴァージョン
- 『CLASSICS』（1985年）
- 『PURE DROPS』（1991年）
- 『NEW BEST 大貫妙子』（1994年）
- 『LIVE '93 Shooting Star in the Blue Sky』（1996年） - ライヴ
- 『History 1978-1984』（1999年）
- 『Library 〜Anthology 1973-2003〜』（2003年）
- 『ゴールデン☆ベスト 大貫妙子 〜RCA Years 1978-1984』（2005年）
- 『シンフォニックコンサート 2016』（2017年） - ライヴ
- 『大貫妙子シンフォニックコンサート2020』（2022年） - ライヴ

## カバー
| 曲名             | アーティスト           | 収録作品                          | 発売日         |
| ---------------- | ---------------------- | --------------------------------- | -------------- |
| 夏に恋する女たち | 中谷美紀               | アルバム『私生活』                | 1999年11月10日 |
| 夏に恋する女たち | 東京サンセットガールズ | アルバム『Photograph』            | 2012年6月27日  |
| 夏に恋する女たち | 原田知世               | アルバム『恋愛小説2 -若葉のころ』 | 2016年5月11日  |

## 参考資料
- オリコン『SINGLE CHART-BOOK COMPLETE EDITION 1968-2005』オリコン・マーケティング・プロモーション、2006年4月。ISBN 9784871310765。
- 『SIGNIFIE』（ライナーノーツ）大貫妙子、RCA、1999年6月23日。BVCK-38013。 – 初盤は1983年10月
- 『大貫妙子トリビュート・アルバム -Tribute to Taeko Onuki-』（ライナーノーツ）Various Artists（岡村靖幸・坂本龍一、ほか）、commons、2013年12月18日。RZCM-59438。
- 細川周平; 片山杜秀『日本の作曲家――近現代音楽人名事典』日外アソシエーツ、2008年6月。ISBN 978-4816921193。
- 長井英治監修『日本の女性シンガー・ソングライター』シンコーミュージック・エンタテイメント〈ディスク・コレクション〉、2013年4月。ISBN 978-4401638048。
- 木村ユタカ監修『ジャパニーズ・シティ・ポップ』（増補改訂版）シンコーミュージック・エンタテイメント〈ディスク・コレクション〉、2020年2月。ISBN 978-4401648771。